# Splatterhouse
Splatterhouse – krwawa gra akcji, której premiera odbyła się 23 listopada 2010 roku. Gra stanowi remake oraz reboot gry o tym samym tytule z 1988 r. Gracz ponownie wciela się w postać Ricka Taylora, który próbuje uratować swoją dziewczynę z opuszczonej, ogromnej rezydencji. Aby uratować swoją ukochaną, Rick musi pokonać setki demonów i potworów, które mieszkają w opuszczonej posiadłości. Jednak, aby tego dokonać musi założyć tajemniczą maskę, dzięki której przemienia się w bezlitosną bestię, której nic nie zatrzyma.